# Казалграсо
Казалграсо (итал. Casalgrasso) је насеље у Италији у округу Кунео, региону Пијемонт.
Према процени из 2011. у насељу је живело 1258 становника. Насеље се налази на надморској висини од 243 м.

## Становништво
| 1936. | 1951. | 1961. | 1971. | 1981. | 1991. | 2001. | 2011. |
| ----- | ----- | ----- | ----- | ----- | ----- | ----- | ----- |
| 1.290 | 1.188 | 1.135 | 1.105 | 1.199 | 1.412 | 1.372 | 1.448 |